# Leonid Petrescu
Leonid Petrescu a fost un medic și scriitor român de literatură de popularizare a științei și de literatură științifico-fantastică.

## Biografie
Leonid Petrescu a fost medic specialist în probleme de igienă. În anii 1940-1950 a scris lucrări pentru tinerii chimiști amatori (Chimia între noi, Minuni în eprubetă) sau cărți de protecția muncii în industria metalurgică. 
A colaborat la revista Știință și tehnică (ambele serii: 1949-1954 și cea după iunie 1954) cu articole de popularizare a chimiei: Temperatura și viața, Apa în organismul omenesc, Pentru o alimentație științifică; de asemenea a avut o rubrică de lungă durată,  Laboratorul chimistului amator.
În anii 1960 a scris literatura educativă pentru copii cu elemente fantastice și științifico-fantastice (seria Ticǎ și Ricǎ), romane științifico-fantastice (Autobuzul profesorului, Nu căutați eroul!) și colecții de povestiri științifico-fantastice (Cearta furtunilor, Ultimul microb...).
În 1964, semnează articolul  Despre viață și moarte în antologia Știința - prietena noastră publicată de Editura Politică.
A avut preocupări și în domeniul benzilor desenate științifico-fantastic. Leonid Petrescu a scris mai multe scenarii publicate în revista Cravata roșie: Dispariția batiscafului (1966, desene de Dumitru Ionescu, cel care a realizat primele coperți ale Colecției „Povestiri științifico-fantastice” sau Misterul uzinei suboceanice (1967), bazat pe o lucrare anterioară a sa.
Ion Hobana a afirmat că Leonid Petrescu a emigrat la sfârșitul anilor 1960 în Franța.

## Lucrări
- Chimia între noi (1943), Editura Universul
- Minuni în eprubetă (1945)
- Respirația și viața (1962), Editura Tineretului, colecția Știința învinge, nr. 2
- Chimistul casei (1960, ediția a II-a în 1966) Editura Tineretului
- Igiena muncii în industria metalurgică (1966), Editura Medicală

### Romane
- Autobuzul profesorului (1964), Editura Tineretului[3]
- Nu căutați eroul! (1967),  Editura Tineretului,  Colecția SF[4]

### Colecții de povestiri
- Cearta furtunilor (1956) - conține două nuvele: Cearta furtunilor și Taina doctorului Pavel
- Ultimul microb...: și alte povestiri științifico-fantastice (1960) - conține patru povestiri: „Ultimul microb”;[5] „Boala petelor verzi”; „O întîmplare de necrezut”; „Excursia”.

### SeriaTicǎ și Rică
- Ticǎ și Ricǎ în dezacord cu știința (1958), Editura Tineretului, - 72 pagini[6]
- Ticǎ și Ricǎ au pornit spre lunǎ! (1961), Editura Tineretului, 128 pag.[7]. Coperta de Burschi.
- Tică și Rică în țara imposibilului (1966),  Editura Tineretului, Colecția Să știm, 96 pag.[8] Coperta de Burschi.

### Ficțiune scurtă
- „A 12-a variantă” (1955), CPSF, nr. 3
- „Cearta furtunilor” (1956)
- „Uzina submarină în primejdie” (1956, cu Eduard Jurist), CPSF, nr. 19-20
- „Taina doctorului Pavel” (1956)
- „Boala petelor verzi” (1960)
- „Excursia” (1960)
- „O întîmplare de necrezut” (1960)
- „Ultimul microb” (1960)
- „Petele verzi” (1967) în Pe lungimea de undă a Cosmosului, Editura Tineretului, Colecția SF

- „Pași”, CPSF, 261-262
- „Atenție la treaptă!”, CPSF, nr. 319

## Vezi și
- Lista scriitorilor români de literatură științifico-fantastică
- Lista autorilor de popularizare a științei
- Lista cărților științifico-fantastice publicate în România
- Lista volumelor publicate în Colecția SF (Editura Tineretului)
- Tudományos-fantasztikus elbeszélések